# Marie Émile Fayolle
Marie Émile Fayolle (Le Puy-en-Velay, 14 maggio 1852 – Parigi, 27 agosto 1928) è stato un generale francese, Maresciallo di Francia dal 1921.

## Biografia
Dopo essersi diplomato all'École polytechnique (promozione 1873), Fayolle fece carriera nell'arma di artiglieria sino ad insegnare tattica alla Scuola di guerra (1897), incarico che mantenne sino al 1914, quando andò a riposo.
Dopo la dichiarazione di guerra, nell'agosto 1914, Fayolle fu richiamato in servizio, e messo alla testa della 70ª Divisione. La sua carriera progredì rapidamente, anche in ragione del siluramento di numerosi generali per volere del comandante in capo Joseph Joffre.
Nel febbraio 1916, Fayolle, allora comandante di un corpo d'armata, ricevette il comando della 6ª Armata. Durante l'estate dello stesso anno, le offensive sulla Somme da lui condotte non ottennero granché successo; nonostante ciò e malgrado che Joffre fosse stato sostituito da Nivelle, il prestigio di Fayolle rimase notevole.
Trasferito a capo della 1ª Armata all'inizio del 1917, Fayolle ottenne il comando del Gruppo d'armate Centro al momento della sostituzione di Nivelle da parte di Pétain nel maggio dello stesso anno; su questo certamente influì la medesima scuola di pensiero, in quanto anche Pétain dava grande importanza all'artiglieria.
Il 16 novembre 1917 Fayolle fu nominato comandante delle truppe francesi in Italia, e vi fu inviato alla testa di sei divisioni per rinforzare il fronte italiano dopo il disastro di Caporetto.
Rimase in Italia fino al marzo successivo, quando fu richiamato in patria per comandare il Gruppo d'armate della riserva. Questa grande unità (55 divisioni) giocò un ruolo importante nell'arrestare le ultime grandi offensive tedesche del 1918. Dopo la vittoria della seconda battaglia della Marna, il gruppo d'armate di Fayolle fu al centro delle offensive alleate dell'autunno 1918.
Con Mangin occupò Magonza e la riva sinistra del Reno il 14 dicembre 1918. Comandò poi le forze di occupazione in Renania-Palatinato e fu membro della commissione di controllo alleata.
Dopo la guerra, nel 1920, fu nominato membro del Conseil Supérieur de la Guerre, il più alto organismo militare francese. Il titolo di Maresciallo di Francia gli fu concesso nel 1921. Morì nel 1928.

## Gradi
- 31 dicembre 1910: generale di brigata
- 14 maggio 1915: generale di divisione a titolo temporaneo
- 25 marzo 1916: generale di divisione
- 29 febbraio 1920: generale di divisione in ruolo senza limiti di età
- 19 febbraio 1921: maresciallo di Francia.

## Opere letterarie
- La guerre racontée par nos généraux, 3 volumi, Maresciallo Fayolle, Generale Dubail